# قورخانه شهر طاهری
قورخانه شهر طاهری مربوط به سده‌های متاخر دوران‌های تاریخی پس از اسلام است و در شهرستان کنگان، بخش مرکزی، شهر طاهری (بندر سیراف) واقع شده و این اثر در تاریخ ۱۸ شهریور ۱۳۸۷ با شمارهٔ ثبت ۲۳۳۲۳ به‌عنوان یکی از آثار ملی ایران به ثبت رسیده‌است.